# Thomas Bayard
Pour les articles homonymes, voir Bayard.
Thomas Bayard est le premier horloger français identifié au sein de la République de Genève. 
Natif de Vézelize en Lorraine, il est qualifié par le registre des habitants le 6 novembre 1554 d'orfèvre et d'« orologeur ». Il est suivi, au cours des années suivantes, des horlogers d'Autun, de Dijon, d'Avignon, en tout plus d'une quinzaine. L'arrivée en 1587 de Charles Cusin, venu d'Autun, précède la naissance d'une corporation en 1601 sous le nom de « Maîtrise des horlogers de Genève », sur le modèle de la jurande des orfèvres de 1566.
C'est sous le règne d'Henri II, pendant les persécutions qui suivirent l'édit de Châteaubriant (1551) et celui de Compiègne, qu'on voit les premiers horlogers français se fixer dans la ville de Genève. Dès 1541, le réformateur Jean Calvin a banni de Genève les signes de richesse, obligeant les orfèvres et autres joailliers à se tourner vers l'horlogerie. 

## Sources et références
1. ↑  Genève, essai de géographie industrielle, par Claude Raffestin (1968)
2. ↑  « Les débuts de l'horlogerie Genevoise », sur worldtempus.com